# Trichoderma inhamatum
Trichoderma inhamatum är en svampart som beskrevs av Veerkamp & W. Gams 1983. Trichoderma inhamatum ingår i släktet Trichoderma och familjen Hypocreaceae.   Inga underarter finns listade i Catalogue of Life.